# ستسورو واکاماتسو
ستسورو واکاماتسو (انگلیسی: Setsurō Wakamatsu؛ زادهٔ ۵ مهٔ ۱۹۴۹) یک کارگردان فیلم اهل ژاپن است.